# Liczby naturalne Churcha
Liczby naturalne Churcha – konstrukcja w rachunku lambda, umożliwiająca wykonywanie normalnej arytmetyki.
Rachunek lambda bez typów nie zawiera sam z siebie liczb, więc należy je skonstruować.
Liczba naturalna Churcha to funkcja wyższego rzędu pobierająca dwa argumenty – funkcję {\displaystyle f} i argument {\displaystyle x,} która {\displaystyle n}-krotnie aplikuje {\displaystyle f} do {\displaystyle x.}
Tak więc w zapisie matematycznym:
- 0 to {\displaystyle x,}
- 1 to {\displaystyle f(x),}
- 2 to {\displaystyle f(f(x)),}
- 3 to {\displaystyle f(f(f(x))),}
- N+1 to {\displaystyle f(N),}

a w zapisie lambda: liczba naturalna {\displaystyle n} to {\displaystyle \lambda f\ .\lambda x\ .f^{n}x,}
gdzie:
{\displaystyle f^{0}x} to {\displaystyle x,}
{\displaystyle f^{n+1}x} to {\displaystyle f(f^{n}x).}
Operacje na liczbach naturalnych Churcha są opisane w artykule arytmetyka w rachunku lambda.